# Nunatak Narvskij
Nunatak Narvskij (englische Transkription von russisch Нунатак Нарвский Nunatak Narwski) ist ein Nunatak im ostantarktischen Mac-Robertson-Land. Er ragt unmittelbar östlich des Ozero Lednikovoe auf.
Russische Wissenschaftler benannten ihn.